# Међународна атеистичка алијанса
Међународна атеистичка алијанса (енгл. Atheist Alliance International; AAI) је глобална федерација атеистичких организација и појединаца посвећена образовању јавности о атеизму, секуларизму и сродним питањима основана 1991. године.

## Историја
Организација је основана 1991. године као Атеистичка алијанса, алијанса четири локална атеистичка удружења из САД. Током времена се проширила придодавши међу своје чланове друга локална, регионална и међународна удружења, а 2001. године мења свој назив у Међународна атеистичка алијанса.

## Структура организације
Одбор Међународне атеистичке алијансе се састоји од 4 до 13 директора изабраних на две године. Највише три директора сме долазити из једне земље.
Службеници организације су директори, а Одбор их изабире на једногодишњи мандат након сваког годишњег општег састанка. Тренутачни председник је Кристин Шелска из Калгарија Канаде.
Организација има три врсте чланства: придружене чланове, дописне чланове и чланове појединце. Придружени и дописни чланови су атеистичка/слободоумна удружења која имају властите чланове, док придружени чланови морају бити демократске природе. Чланови појединци су људи који желе да допринесу раду алијансе. Сви чланови имају право присуствовања састанцима, али само придружени чланови имају право гласа.
Визија алијансе је "секуларан свет где јавна политика, научно истраживање и образовање нису под утицајем религијских веровања, већ су заснована на смисленом расуђивању, рационалности и доказима." 
Активности организације укључују:
- омогућавање и организовање атеистичких конвенција и конференција.[6]
- објављување часописа Секуларни Свет (енгл. Secular World).[6]
- допринос развоју нових атеистичких удружења у земљама у развоју.
- међународно лобирање.